# Керол Гаєр
Керол Енн Гаєр (англ. Carol Heyer; нар. 2 лютого 1950) — американська ілюстраторка та дитяча письменниця. Три її твори, які найчастіше зберігаються в бібліотеках WorldCat, — книжки з картинками, написані Генрі Вінклером.

## Молодість і освіта
Батьки Гаєр — Вільям Дж. і Мерлін М. Гаєр. Вона відвідувала коледж Мурпарк, а потім Каліфорнійський лютеранський університет.

## Кар'єра
Гаєр зробив багато ілюстрацій до фантастичних художніх журналів та антологій, переважно протягом 1990-х років. Вона проілюструвала матеріали для рольових ігор для Dungeons & Dragons, включаючи друге видання AD&D Tome of Magic і Legends & Lore.
Вона відома своєю роботою над колекційною картковою грою magic: The Gathering.
Вона була співавтором сценарію для бойовика 1986 року Дні грому.
Вона також створює дитячі книжки з картинками. Жив-був крутий чувак на мотоциклі, опублікований Walker Books у 2005 році, отримала щорічну премію Monarch Award у 2009 році шляхом голосування школярів штату Іллінойс у класі K–3. Історія Кевіна О'Меллі містить «народну казку» двох дітей, створену в шкільній кімнаті, коли вони розповідають її по черзі та без співпраці. О'Меллі проілюстрував рамкову історію, а Гаєр і Скотт Ґото зобразили сегменти: школярку (Гаєр, «Принцеса Ніжне серце … у розвіяних шовкових сукнях і світлих косах») і школяра (Гото, Чувак і велетень, представлені в «просочених тестостероном маслах»). «Незвичайна співпраця між ілюстраторами працює бездоганно», за словами Kirkus. Ті ж автори створили продовження, Одного разу королівське супермалятко (Walker, 2010), у якому зображено сина теперішньої Королеви Ніжного Серця та Чувака-мотоцикліста.
Книжки з картинками, написані й проілюстровані Гаєр, — це передусім різдвяні та великодні історії, а також перекази казок і легенд.